# 転移温度
転移温度（てんいおんど、Transition temperature）は相転移を起こす温度のこと。転移温度を Tc と書くこともあるが、異なる場合もある（例：反強磁性におけるネール温度を TN と書いたりする）。
超伝導において、常伝導から超伝導、超伝導から常伝導に相転移する温度のことを超伝導転移温度、あるいは転移温度という。または、臨界温度ともいう。記号はどちらも Tc (critical temperature) を使う。
この Tc は、BCS理論の中でも最も有名な次の理論式、デバイ温度 ΘD 、状態密度 N(0) 、相互作用強さ V で表される。
{\displaystyle T_{\mathrm {c} }=1.13\Theta _{\mathrm {D} }\exp {(-1/N(0)V)}}